# Лыжные гонки на зимних Олимпийских играх 2006

В лыжегоночной программе зимних Олимпийских играх 2006 года в Турине было разыграно 12 комплектов медалей. Соревнования проходили с 11 до 26 февраля на лыжном стадионе Прагелато План на высоте 1530 м.

## Медальный зачёт
| Позиция | Страна    | Золото | Серебро | Бронза | Общее число медалей |
| ------- | --------- | ------ | ------- | ------ | ------------------- |
| 1       | Швеция    | 3      | 0       | 2      | 5                   |
| 2       | Эстония   | 3      | 0       | 0      | 3                   |
| 3       | Россия    | 2      | 2       | 3      | 7                   |
| 4       | Италия    | 2      | 0       | 2      | 4                   |
| 5       | Чехия     | 1      | 2       | 0      | 3                   |
| 6       | Канада    | 1      | 1       | 0      | 2                   |
| 7 — 8   | Норвегия  | 0      | 3       | 1      | 4                   |
| 7 — 8   | Германия  | 0      | 3       | 1      | 4                   |
| 9       | Франция   | 0      | 1       | 0      | 1                   |
| 10 — 12 | Австрия   | 0      | 0       | 1      | 1                   |
| 10 — 12 | Финляндия | 0      | 0       | 1      | 1                   |
| 10 — 12 | Польша    | 0      | 0       | 1      | 1                   |

## Соревнования женщин

### 12 февраля — Скиатлон (7,5 км + 7,5 км)
Гонка преследования с общего старта, дистанция 15 км разделена на два участка: 7,5 км классическим ходом и 7,5 км свободным (коньковым) ходом.
| Место | Спортсменка                | Время   |
| 1     | Кристина Шмигун            | 42:48,7 |
| 2     | Катержина Нойманова        | 42:50,6 |
| 3     | Евгения Медведева-Арбузова | 43:03,2 |
| 4     | Кристин Стейра             | 43:06,8 |
| 5     | Габриэлла Паруцци          | 43:18,9 |
| 6     | Бекки Скотт                | 43:20,6 |
| 7     | Ольга Завьялова            | 43:23,7 |
| 8     | Юстина Ковальчик           | 43:25,6 |
| 9     | Юлия Чепалова              | 43:39,5 |
| 10    | Хильде Педерсен            | 43:40,5 |
| …     | …                          | …       |
| 37    | Елена Бурухина             | 46:42,9 |

### 14 февраля— Командный спринт
| Место | Страна                                          | Время   |
| 1     | Швеция (Анна Дальберг, Лина Андерссон)          | 16:36,9 |
| 2     | Канада (Сара Ренер, Бекки Скотт)                | 16:37,5 |
| 3     | Финляндия (Айно Каиса Сааринен, Вирпи Куйтунен) | 16:39,2 |
| 4     | Норвегия (Элла Йёмле, Марит Бьёрген)            | 16:48,1 |
| 5     | Германия (Эви Захенбахер-Штеле, Виола Бауэр)    | 17:03,5 |
| 6     | Россия (Ольга Рочева, Алёна Сидько)             | 17:08,5 |

### 16 февраля— Гонка на 10 километров с раздельным стартом (классический стиль)
| Место | Спортсменка                | Время   |
| 1     | Кристина Шмигун            | 27:51.4 |
| 2     | Марит Бьорген              | 28:12.7 |
| 3     | Хильде Педерсен            | 28:14.0 |
| 4     | Кристин Стейра             | 28:21.0 |
| 5     | Катержина Нойманова        | 28:22.2 |
| 6     | Петра Майдич               | 28:22.3 |
| 7     | Айно Каиса Сааринен        | 28:29.6 |
| 8     | Сара Ренер                 | 28:33.0 |
| 9     | Вирпи Куйтунен             | 28:51.4 |
| 10    | Виола Бауэр                | 29:03.6 |
| …     | …                          | …       |
| 16    | Наталья Баранова-Масалкина | 29:30.9 |
| 19    | Лариса Куркина             | 29:36.8 |
| 24    | Ольга Завьялова            | 29:57.6 |
| 26    | Юлия Чепалова              | 30:04.7 |

### 18 февраля— Эстафетная гонка 4х5 километров
| Место | Страна                                                                                         | Время   |
| 1     | Россия (Наталья Баранова-Масалкина, Лариса Куркина, Юлия Чепалова, Евгения Медведева-Арбузова) | 54:47.7 |
| 2     | Германия (Штефани Бёлер, Виола Бауэр, Эви Захенбахер, Клаудиа Кюнцель)                         | 54:57.7 |
| 3     | Италия (Арианна Фоллис, Габриэлла Паруцци, Антонелла Конфортола, Сабина Вальбуза)              | 54:58.7 |
| 4     | Швеция (Анна Дальберг, Элин Эк, Бритта Норгрен, Анна Карин Стрёмстедт)                         | 55:00.3 |
| 5     | Норвегия (Кристин Стейра, Хильде Педерсен, Кристин Мюрер Стемланд, Марит Бьорген)              | 55:21.8 |
| 6     | Чехия (Хелена Эрбенова, Камила Райдлова, Ивана Янечкова, Катержина Нойманова)                  | 55:46.3 |

Эстафетная гонка проходила в сложных погодных условиях. Довольно сильный снегопад внес свои коррективы в предстартовые расклады, в этой ситуации многое зависело от технического персонала команд, во многом от их грамотного выбора лыжной смазки зависел успех той или иной сборной. От России первой ушла на дистанцию Наталья Баранова. Спортсменка шла по дистанции настолько тяжело, что предполагали проблемы с лыжами. На самом же деле менеджер сборной России Чарковский при подаче заявки перепутал расстановку лыжниц по этапам. Изначально планировалось, что Лариса Куркина, которая была больше готова к контактной борьбе, будет бежать первый этап. К счастью, ошибку заметили, и девушки стартовали в порядке, указанном в заявке, иначе команде грозила дисквалификация. В итоге, в результате нескольких падений, отставания россиянки от неожиданно захватившей лидерство представительницы Японии на финише первого этапа составляло почти 15 секунд. На финише второго этапа отставание россиянок от лидера составило уже 25 секунд, первенство же в гонке захватила сборная Финляндии. Ошибка в расстановке лыжниц привела к этому отставанию. Третьей от России на лыжню вышла Юлия Чепалова и уже на отметке 2,5 километра догнала группу лидеров, однако сил на концовку не хватило, и к финишу на этапе первой пришла немецкая лыжница Эви Захенбахер, отставание сборной России составляло 14 секунд. Завершать эстафету выпало Евгении Медведевой-Арбузовой, и она со своей задачей справилась блестяще. Первую часть этапа она посвятила сокращению отрыва от немки Кюнцель, накала гонки не выдержавшей. Перед последним километром дистанции Евгения была уже первой, добавляя с каждым метром. На финише её было уже не догнать. В итоге россиянка опередила соперниц на десять секунд.
Второе место досталось немкам, третье — хозяйкам игр итальянкам. Таким образом, российская женская эстафетная команда выиграла 5-е золото на последних 6 олимпиадах. При этом следует взять в расчет тот факт, что в Солт-Лейк-Сити за несколько минут до старта российская команда узнала о том, что она дисквалифицирована — Лариса Лазутина не была допущена к гонке из-за повышенного уровня гемоглобина в крови. Замену тренеры сборной России провести не успели. В итоге победительницами эстафеты неожиданно стали лыжницы сборной Германии.

### 22 февраля — Спринт (свободный стиль)
| Место | Спортсменка     | Время  |
| 1     | Чандра Кроуфорд | 2:12.3 |
| 2     | Клаудия Кюнцель | 2:13.0 |
| 3     | Алёна Сидько    | 2:13.2 |
| 4     | Бекки Скотт     | 2:14.7 |
| 5     | Вирпи Куйтунен  | 2:18.1 |
| 6     | Элла Йёмле      | 2:18.2 |
| 7     | Арианна Фоллис  | 2:20.3 |
| 8     | Петра Майдич    | 2:21.5 |

### 24 февраля— Гонка на 30 км с масс-старта (свободный стиль)
| Место | Спортсменка         | Время     |
| 1     | Катержина Нойманова | 1:22.25.4 |
| 2     | Юлия Чепалова       | 1:22.26.8 |
| 3     | Юстина Ковальчик    | 1:22.27.5 |
| 4     | Кристин Стейра      | 1:22:40.8 |
| 5     | Габриэлла Паруцци   | 1:23:00.8 |
| 6     | Клаудиа Кюнцель     | 1:23:02.1 |
| 7     | Валентина Шевченко  | 1:23:07.9 |
| 8     | Кристина Шмигун     | 1:23:22.5 |
| 9     | Ольга Завьялова     | 1:23:28.5 |
| 10    | Сабина Вальбуза     | 1:23:37.6 |
| …     | …                   | …         |
| 18    | Ольга Рочева        | 1:25:45.0 |
| 21    | Евгения Медведева   | 1:26:28.1 |

Гонка проходила в довольно высоком темпе начиная со старта. Гонщицы шли плотной группой, которую довольно часто возглавляла Юлия Чепалова. Постепенно количество гонщиц в лидирующей группе уменьшалось и на последних подъемах круга мощное ускорение предприняла Юстина Ковальчик. Рывок был настолько сильным, что перед последним спуском она имела преимущество в несколько секунд перед Чепаловой и Ноймановой. Юлия в одном из интервью говорила, что, пытаясь удержаться за Ковальчик, она кричала от боли в мышцах. Перед выходом на финишную прямую Ковальчик имела преимущество, но на прямой она стала оглядываться чтобы определить где соперницы, и её обошла сначала Нойманова, а потом и Чепалова.

## Соревнования мужчин

### 12 февраля — Скиатлон (15 км + 15 км)
Гонка преследования с общего старта, дистанция 30 км разделена на два участка: 15 км классическим ходом и 15 км свободным (коньковым) ходом.
| Место | Спортсмен             | Время     |
| 1     | Евгений Дементьев     | 1:17:00.8 |
| 2     | Фруде Эстиль          | 1:17:01.4 |
| 3     | Пьетро Пиллер Коттрер | 1:17:01.7 |
| 4     | Джорджо Ди Чента      | 1:17:03.2 |
| 5     | Андерс Сёдергрен      | 1:17:04.3 |
| 6     | Венсан Витто          | 1:17:07.5 |
| 7     | Михаил Ботвинов       | 1:17:08.5 |
| 8     | Мартин Байчичак       | 1:17:08.7 |
| 9     | Максим Однодворцев    | 1:17:09.6 |
| 10    | Лукаш Бауэр           | 1:17:10.1 |
| …     | …                     | …         |
| 13    | Иван Бабиков          | 1:17:17.2 |
| 37    | Александр Легков      | 1:20:28.2 |
| 51    | Иван Артеев           | 1:22:36.2 |

Большую часть гонки лидирующая группа спортсменов провела в общей группе, отставание от постоянно меняющегося лидера в пределах первой тридцатки атлетов на протяжении практически всей дистанции редко возрастало до 15 секунд. При такой тактике практически все фавориты делали ставку на финишный спурт, не исключением был и российский лыжник Евгений Дементьев, который с самого старта, обосновавшись в лидирующей группе, на всех промежуточных отметках стабильно занимал места с 20-го по 30-е. Судьба золотой медали решалась на последних 800 метрах тридцатикилометровой дистанции, в отчаянном рывке россиянин оставил за спиной всех фаворитов и принёс первую золотую медаль в копилку сборной России на XX зимних Олимпийских играх. 13 февраля президент России Владимир Путин в своей поздравительной телеграмме чемпиону отметил: «В красивой и напряженной борьбе, где все решали доли секунды, Вам удалось обойти опытных и именитых соперников. Проявив лучшие бойцовские качества — настойчивость, мастерство и волю, Вы положили блестящий почин — завоевали в Турине первое золото для нашей сборной.» Примечательно, что занявший второе место Фруде Эстиль на старте классической части гонки сломал лыжу и долго догонял весь пелотон.

### 14 февраля — Командный спринт (классический стиль)
| Место | Страна                                           | Время   |
| 1     | Швеция (Тобиас Фредрикссон, Бьёрн Линд)          | 17:02.9 |
| 2     | Норвегия (Йенс Арне Свартедал, Тур Арне Хетланд) | 17:03.5 |
| 3     | Россия (Иван Алыпов, Василий Рочев)              | 17:05.2 |
| 4     | Германия (Йенс Фильбрих, Андреас Шлюттер)        | 17:14.0 |
| 5     | Финляндия (Кейо Курттила, Лаури Пюукёнен)        | 17:21.5 |
| 6     | Казахстан (Николай Чеботько, Евгений Кошевой)    | 17:25.1 |

### 17 февраля— Гонка на 15 километров (классический стиль)
| Место | Спортсмен        | Время   |
| 1     | Андрус Веэрпалу  | 38:01.3 |
| 2     | Лукаш Бауэр      | 38:15.8 |
| 3     | Тобиас Ангерер   | 38:20.5 |
| 4     | Василий Рочев    | 38:24.4 |
| 5     | Яак Маэ          | 38:35.2 |
| 6     | Юхан Ульссон     | 38:38.8 |
| 7     | Андреас Шлюттер  | 38:44.7 |
| 8     | Сергей Новиков   | 39:15.0 |
| 9     | Сами Яухоярви    | 39:15.3 |
| 10    | Андерс Сёдергрен | 39:17.1 |
| …     | …                | …       |
| 22    | Иван Бабиков     | 39:59.5 |
| 34    | Иван Артеев      | 40:49.1 |

Гонка проходила в снегопад и те гонщики кто стартовал в начале получили некоторое преимущество. Василий Рочев долгое время имел второе третье время на промежуточных отметках, но стартовавший последним лидер общего зачета кубка мира Тобиас Ангерер оттеснил Василия на четвёртое место. Лучший из норвежцев Фруде Эстил занял только 16-е место.

### 19 февраля— Эстафетная гонка 4х10 километров
| Место | Страна                                                                               | Время     |
| 1     | Италия (Фульвио Вальбуза, Джорджо Ди Чента, Пьетро Пиллер Коттрер, Кристан Дзордзи)  | 1:43:45.7 |
| 2     | Германия (Андреас Шлюттер, Йенс Фильбрих, Рене Зоммерфельдт, Тобиас Ангерер)         | 1:44:01.4 |
| 3     | Швеция (Матс Ларссон, Юхан Ульссон, Андерс Сёдергрен, Матиас Фредрикссон)            | 1:44:01.7 |
| 4     | Франция (Кристоф Перрия, Александр Русселе, Эммануэль Жоннье, Венсан Витто)          | 1:44:22.8 |
| 5     | Норвегия (Йенс Арне Свартедал, Одд-Бьёрн Йельмесет, Фруде Эстиль, Туре Рууд Хуфстад) | 1:44:56.3 |
| 6     | Россия (Сергей Новиков, Василий Рочев, Иван Алыпов, Евгений Дементьев)               | 1:45:09.9 |

### 22 февраля — Спринт (свободный стиль)
| Место | Спортсмен          | Время  | Стадия  |
| 1     | Бьёрн Линд         | 2:26.5 | Финал А |
| 2     | Родди Даррагон     | 2:27.1 | Финал А |
| 3     | Тобиас Фредрикссон | 2:27.8 | Финал А |
| 4     | Кристан Дзордзи    | 2:31.7 | Финал А |
| 5     | Фредди Швайнбахер  | 2:23.9 | Финал B |
| 6     | Лорис Фраснелли    | 2:25.2 | Финал B |
| 7     | Юхан Хьёльстад     | 2:25.6 | Финал B |
| 8     | Анти Саарепуу      | 2:27.9 | Финал B |

### 26 февраля — Гонка на 50 километров с масс-старта (свободный стиль)
| Место | Спортсмен             | Время     |
| 1     | Джорджо Ди Чента      | 2:06:11.8 |
| 2     | Евгений Дементьев     | 2:06:12.6 |
| 3     | Михаил Ботвинов       | 2:06:12.7 |
| 4     | Эммануэль Жоннье      | 2:06:13.5 |
| 5     | Пьетро Пиллер Коттрер | 2:06:14.0 |
| 6     | Андерс Сёдергрен      | 2:06:14.1 |
| 7     | Мартин Коукал         | 2:06:14.9 |
| 8     | Иржи Магал            | 2:06:15.1 |
| 9     | Венсан Витто          | 2:06:16.4 |
| 10    | Матиас Фредрикссон    | 2:06:17.1 |
| …     | …                     | …         |
| 18    | Николай Панкратов     | 2:06:33.9 |
| 20    | Александр Легков      | 2:06:39.7 |
| 38    | Иван Бабиков          | 2:08:07.9 |

При этом разница между третьим и вторым местами составила 0,1 секунду, и это на 50 километрах дистанции. Евгений Дементьев применил в точности такую же тактику, как и на дуатлоне. До последнего подъёма держался в середине группы, а к финишу предпринял ускорение. Тренер сборной России Ю. В. Бородавко считает, что Дементьев упустил золотую медаль, избрав неправильную тактику на эту гонку. Награждение проходило на церемонии закрытия Олимпиады.
.